# Wynonna Judd
Wynonna Judd ([waɪˈnoʊnə]), född Christina Claire Ciminella den 30 maj 1964 i Ashland, Kentucky, är en amerikansk countrysångerska. Hennes halvsyster är skådespelerskan Ashley Judd. Judd utgjorde tillsammans med sin mamma Naomi Judd duon The Judds. De fick skivkontrakt hos Curb Records 1983 och sålde över 20 miljoner skivor och vann fem Grammy Awards. Naomi drabbades av hepatit C och avbröt sin musikkarriär 1991. Efter det har Judd släppt flera soloalbum. Hennes första hit som soloartist var "She Is His Only Need". 
Hon har även varit verksam utanför countrygenren och gjort covers på Lynyrd Skynyrds "Freebird" och Foreigners "I Want to Know What Love Is" och medverkat på Heart-sångerskan Ann Wilsons soloskiva.
Judd porträtterades av Viveka Davis i TV-filmen Naomi & Wynonna: Love Can Build a Bridge (1995), baserad på Naomi Judds självbiografi. Wynonna Judd har också skrivit en självbiografi, Coming Home to Myself.

## Diskografi
Studioalbum
- Wynonna (1992)
- Tell Me Why (1993)
- Revelations (1996)
- The Other Side (1997)
- New Day Dawning (2000)
- What the World Needs Now Is Love (2003)
- A Classic Christmas (2006)
- Sing: Chapter 1 (2009)

Samlingsalbum
- Collection (1997)
- Her Story: Scenes From A Lifetime (2005)
- Love Heals (2010)

Singlar (nummer 1 på Billboard Hot Country Songs)
- "She Is His Only Need" (1992)
- "I Saw the Light" (1992)
- "No One Else on Earth" (1992)
- "To Be Loved by You" (1996)